# Rick Rossovich
Rick Rossovich (né Frederic Enrico Rossovich le 28 août 1957 à Palo Alto en Californie) est un acteur américain, célèbre dans son pays. D'origine croate, il a joué dans de nombreux films tels que Roxanne, Top Gun, Terminator.
Il a tenu également des rôles marquants dans des  séries télévisées telles que Urgences, où il manque de peu de se marier avec Carol Hathaway, en fait amoureuse de Doug Ross (George Clooney), mais aussi dans Pacific Blue, une série mettant en scène des policiers à vélo déambulant dans les rues d'une ville de Californie, dans laquelle il incarne le lieutenant Palermo.

## Biographie
Rick Rossovich est marié depuis 1985 à Eva Rossovich avec qui il a eu 2 enfants : Roy, né en 1986, et Isabel, née en 1991.
Son frère Tim Rossovich (en) a été joueur professionnel de football américain dans les années 1980 (notamment aux Philadelphia Eagles).

## Filmographie

### Cinéma
- 1983 : La Loi des seigneurs (The Lords of Discipline) : Le cadet Dante Pignetti
- 1983 : American Teenagers (Losin' it) : Un officier de la Marine
- 1984 : Terminator : Matt Buchanan
- 1984 : Les Rues de feu (Streets of Fire) : L'officier Cooley
- 1985 : Contact mortel (Warning Sign) : Bob
- 1986 : Six hommes pour sauver Harry (Let's Get Harry) : Kurt Klein
- 1986 : Le Lendemain du crime (The Morning After) : Un détective
- 1986 : Top Gun : Ron « Slider » Kerner
- 1987 : Roxanne : Chris McConnell
- 1988 : L'ensorceleuse (Spellbinder) : Derek Clayton
- 1989 : Un intrus dans la ville (Paint It Black) : Jonathan Dunbar
- 1990 : Navy Seals : Les Meilleurs : Leary
- 1993 : The Evil Inside Me : Daniel
- 1993 : Tropic Heat : Gravis
- 1994 : Future Shock : Un garçon de fraternité
- 1994 : New Crime City : Anthony Ricks
- 1995 : Cover me : Sergent Bobby Colter
- 1996 : Black Scorpion II: Aftershock : Un contremaître
- 1997 : La Dernière Cavale (Truth or Conséquences, N.M.) : Robert Boylan
- 1998 : Telling You : McQueeney
- 2003 : Artworks (en) : Bret Rogers
- 2012 : Sandbar : Rick Chase

#### Télévision
- 1978 - 1980 : L'île fantastique (série télévisée), 3 épisodes : Ozzie / Boris Smolensk / Abdul
- 1981 : BJ and the Bear (série télévisée), 1 épisode : Un joueur de football
- 1981 : Huit, ça suffit (série télévisée), 1 épisode : Fred
- 1983 : Leçons mortelles (Téléfilm) : Graig
- 1984 : Bars et femmes célibataires (Téléfilm) : Dolph
- 1985 : MacGruder et fort (série télévisée), 1 épisode : Officier Geller
- 1988 : Comment épouser sa prof quand on a 14 ans? (Téléfilm) : Roy 'Casse-gueule' Kelton
- 1990 : Les contes de la crypte (série télévisée), 1 épisode : Hans / Carlton Webster jeune
- 1991 : Fils et Filles (série télévisée), 7 épisodes : Spud Lincoln
- 1991 : The Gambler retours : The Luck of the Draw (Téléfilm) : Ethan Cassidy
- 1993 : Dingue de toi (série télévisée), 1 épisode : Sherman Williams
- 1994 : Les anges du bonheur (série télévisée), 1 épisode : Marshall
- 1994 - 1995 : Urgences (série télévisée), 11 épisodes : Dr John 'Tag' Taglieri
- 1995 : Un tandem de choc (Due South) (série télévisée), 1 épisode : Mark Smithbauer
- 1995 : Black Scorpion (Téléfilm) : Lieutenant Stan Walker
- 1996 : Arabesque (série télévisée), 1 épisode : Steve Gantry
- 1996 - 1998 : Pacific Blue (série télévisée), 57 épisodes : Lieutenant Anthony Palermo
- 1997 : Legend of the Lost Tomb (Téléfilm) : Docteur Eric Leonhardt
- 1998 : Mike Hammer (série télévisée), 1 épisode : Henry Spencer
- 1999 : Tueur Deal (Téléfilm) : Sergent Jimmy Quinn James
- 2000 : Bouillon de poulet pour l'âme (série télévisée), 1 épisode : Don Yaeger
- 2000 : Miracle in Lane 2 (Téléfilm) : Myron Yoder